# Тебризский ковёр

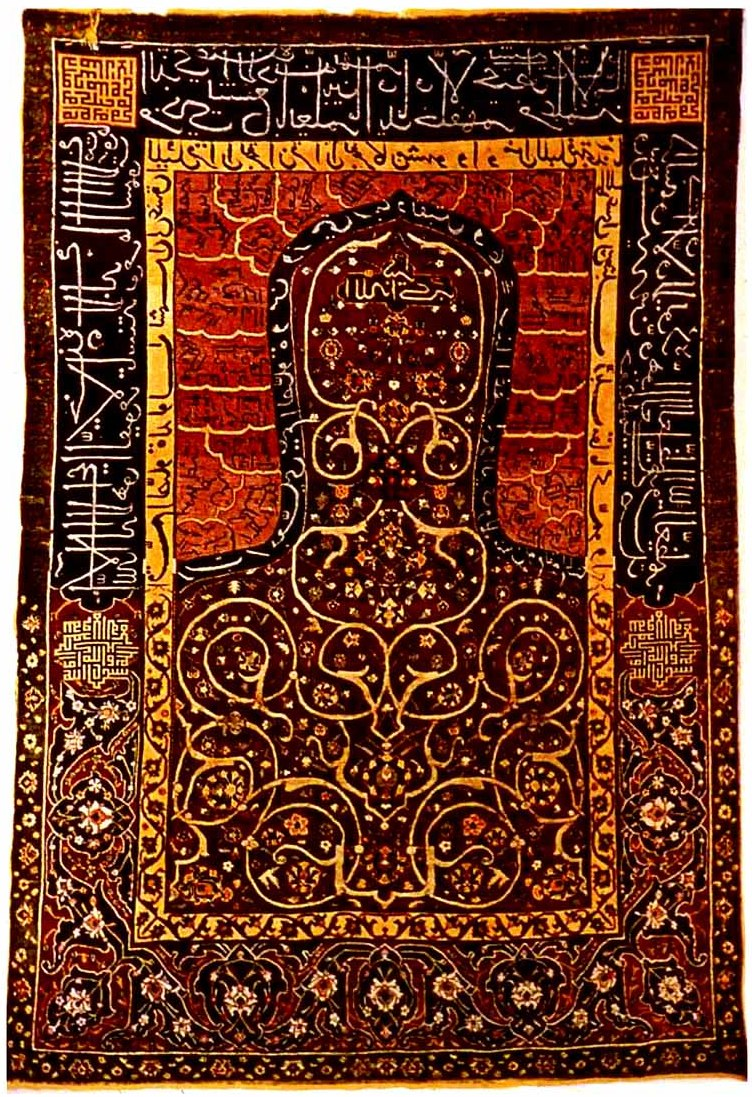
Ковер «Намазлык». Тебризская школа. XV век. Частная коллекция Э. Пароваччи, Италия.

Тебризский ковер — термин, определяющий ковры, изготовленные на северо-западе Персии и входящие в общую категорию персидских ковров.
География производства тебризских ковров охватывает города — Тебриз, Ардебиль, Марагу, Маранд, Маку, Хой, Урмию, Зенджан, Гараджа, Хериз (Гериз), Сараб, Ахмедабад, Мириш, Ахар, Сельмас, Гораван, Сенна, Карадаг и др. Широко известны такие композиции как Тебриз, Бахшайыш, Гередже, Гораван, Герис, Лечектурундж, Афшан, Агаджлы, Овчулуг, Дордфасил (азерб. Dörd fəsil — Четыре времени года).

## История
Иранский Азербайджан, и особенно Тебриз, издавна был известен как центр производства безворсовых ковров (паласов, килимов). Очень славились производимые здесь шелковые паласы, ворсовые и безворсовые ковры из шелка, затканные драгоценными камнями, с серебряными и золотыми нитями. Ещё в V—VI веках здесь изготавливались великолепные ковры, регион славился как «центр ковроткачества», о чём свидетельствуют путешественники того времени. Ковроткачество, стремительно развивавшееся при Сасанидах, с началом арабского господства в VII веке на некоторое время пришло в упадок, однако, стало вновь развиваться в IX веке, при этом арабский период наложил свой орнаментальный отпечаток в виде распространившихся животно-растительных узоров.
В последующем большую роль в развитии ковроделия в этом регионе сыграло тюркское влияние. XI и XII века принято считать периодом ренессанса Тебризской школы ковроткачества. В XIII веке, в период монголо-татарского нашествия, ковроткачество снова переживает некоторый упадок, однако переселение многочисленных тюрко-монгольских семей и необходимость возрождения ремесел в целях увеличения собираемости налогов приводят к последующему развитию ремесел и ковроткачества. Усиленно развивается торговля с другими странами, генуэзские и венецианские купцы покупают в больших количествах местные ковры, и именно с этого времени отсчитывается первое появление тебризских ковров в Европе. В этот период в искусство региона проникают некоторые декоративные элементы, характерные для китайско-уйгурской живописи.
Наибольшего расцвета ковроткачество в Тебризе достигает в XVI—XVII веках во времена правления династии Сефевидов, при которых Тебриз стал столицей государства, а тебризские ковры получили статус «дворцовых». В этот период в развитии традиций тебризского ковроткачества активно участвовали и персидские художники Тебризской школы миниатюры XIII—XIV веков.

## «Тебризские ковры»
Ковры, сотканные в Тебризе, столице Иранского Азербайджана, и близлежащих городах и селах. Ковры ткались для нужд «шахского двора», резиденцией которого долгое время был Тебриз и поэтому в ткацкие цеха набирались самые именитые и умелые мастера. Уже с конца XVII века «тебризские ковры» производятся в основном для вывоза за рубеж, местные предприниматели организовывают многочисленные мастерские для производства ковров на экспорт. В конце XIX века большинство ткацких цехов и мастерских Тебриза попадают под контроль двух западных компаний, которые монополизируют рынок сбыта «тебризских ковров» — англо-швейцарская «Zigler» и немецкая «PETAG» («Persiche Teppiche AG»). Традиции ковроделия в Тебризе развиваются и в наше время, в городе и пригородах функционируют многочисленные ковроткацкие фабрики, а азербайджанцы Тебриза приобрели славу ткачей, способных соткать ковры любого качества и сложности, начиная от простых шерстяных заканчивая сложными шелковыми коврами.
Иконография «тебризских ковров» основана в основном на растительных мотивах, которая получила ещё большее усиление при Сефевидах благодаря мастерству таких ткачей того времени — таких, как Хаджи Джалиль — основатель знаменитой династии ковроткачей Хаджиджалили, Дели Гурбан, Шейх-Сефи, Джаван и Машайекхи. Позднее в орнаментике «тебризских ковров» часто встречается центральный медальонный декор, медальонные угловые композиции, а также композиции с вазой, мозаичные интерпретации дерева и сада, и охотничьи мотивы. В «тебризских коврах» явно ощущается отход от исламских традиций декоративно-абстрактной иконографии в сторону реалистичной сюжетной основы.
Технические характеристики: тщательная и аккуратная вязка выполняется как симметричным, так и асимметричным узлом, основа из высококачественной светлой шерсти, хлопка и шелка, нити плотно утрамбованы, за единицу измерения узла принят радж (7 см). Качество хорошее, имеют от 60 узлов на радж, особо ценные до 90. В некоторых мастерских употребляют грубую шерсть таббакхи и используют плетение джофти, быстрое в исполнении, но малоустойчивое в применении.
Цветовая гамма: характерны более сдержанные цвета, для окрашивания применяются натуральные краски, за исключением синего синтетического красителя Байера, расцветки современных ковров отличаются от традиционных более широкой и сбалансированной цветовой палитрой.

### Ковёр «Овчулуг»

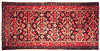
Ковер «Караджа». Тебризская школа. Начало XX века.

Ковёр «Овчулуг» или «Охотничий» ковёр, относящийся к расцвету тебризской школы, находится в музее Польди-Пеццоли. Охотничьим он является по характеру рисунка. По полю ковра изображены фигурки скачущих охотников, поражающих стрелами и копьями ланей и сражающимися с дикими зверями. Декоративная уравновешанность, композиционная гармония и строгая симметрия узора не нарушается динамизмом деталей. Крупный красный медальон содержит надпись, сообщающий дату изготовления ковра (1542/43 год) и имя мастера Гийас ад-Дина Джами.

### Ковры «Караджа»
Эти ковры также называются в Европе «карадагскими», и это общее название для ковров, произведенных в селе Караджа (Карадаг), северо-восточнее Тебриза. Ковры тебризской школы отличаются мягкостью узоров и плавностью линий, посему «карадагские» ковры часто соотносят к Кавказской группе ковров из-за схожести узоров и орнамента с коврами карабахской школы, в частности, на этих коврах часто можно встретить использование геометрических медальонов и восьмиконечных звезд, обрамленных кантом.

## «Ардебильские ковры»

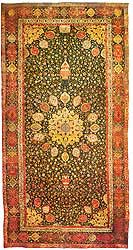
Ковёр «Шейх-Сефи». Тебризская школа. 1539 год.

К Ардебильским относятся ковры, сотканные на территории нынешней иранской провинции Ардебиль, самыми известными из которых являются ковровые композиции Ардебиль, Шейх Сафи, Шах Аббас, Сараби, Зенджан, Мир, Ачма-юма. Известны также классические произведения, такие как Баг-бехишт, Баг-меше, Балыг, Бута, Дервиш, Кетебели, Гордест, Голлу-гюшели, Гюльданлы, Лейли и Меджнун, Мешахир, Мун, Намазлыг, Неджаглы, Сервистан, Сердари, Саханд, Силсилеви лечек, Фархад и Ширин, Хаям, Хатаи, Хеддад, Чархи-гюль, Джейранлы и др.
Технические характеристики: встречается как симметричный, так и асимметричный узел, челнок из одиночной нити, плетение в некоторых образцах сверхтонкое, в основном же грубое, борт прямой и округлённый. Ковры этого региона отличаются большим разнообразием, в отличие от старых экземпляров качество современных изделий часто посредственное, челночные нити плохо прибиты, что приводит к рыхлости ткани и износу материала, для основы употребляется хлопок и шерсть, только редкие ковры, сотканные из шелка и предназначенные для экспорта отличаются высоким качеством исполнения.
Цветовая гамма: близость Тебриза предопределяет хроматическую гамму цветов, которая отличается большой широтой: множество оттенков красного, различные оттенки зелёного, оранжевого, розового, белого, бежевого и синего цветов. Ковры отличаются слишком яркими расцветками, особенно в тех случаях, когда фон ковра агрессивно красный, а орнамент каймы как правило более загружен цветом и узорами.

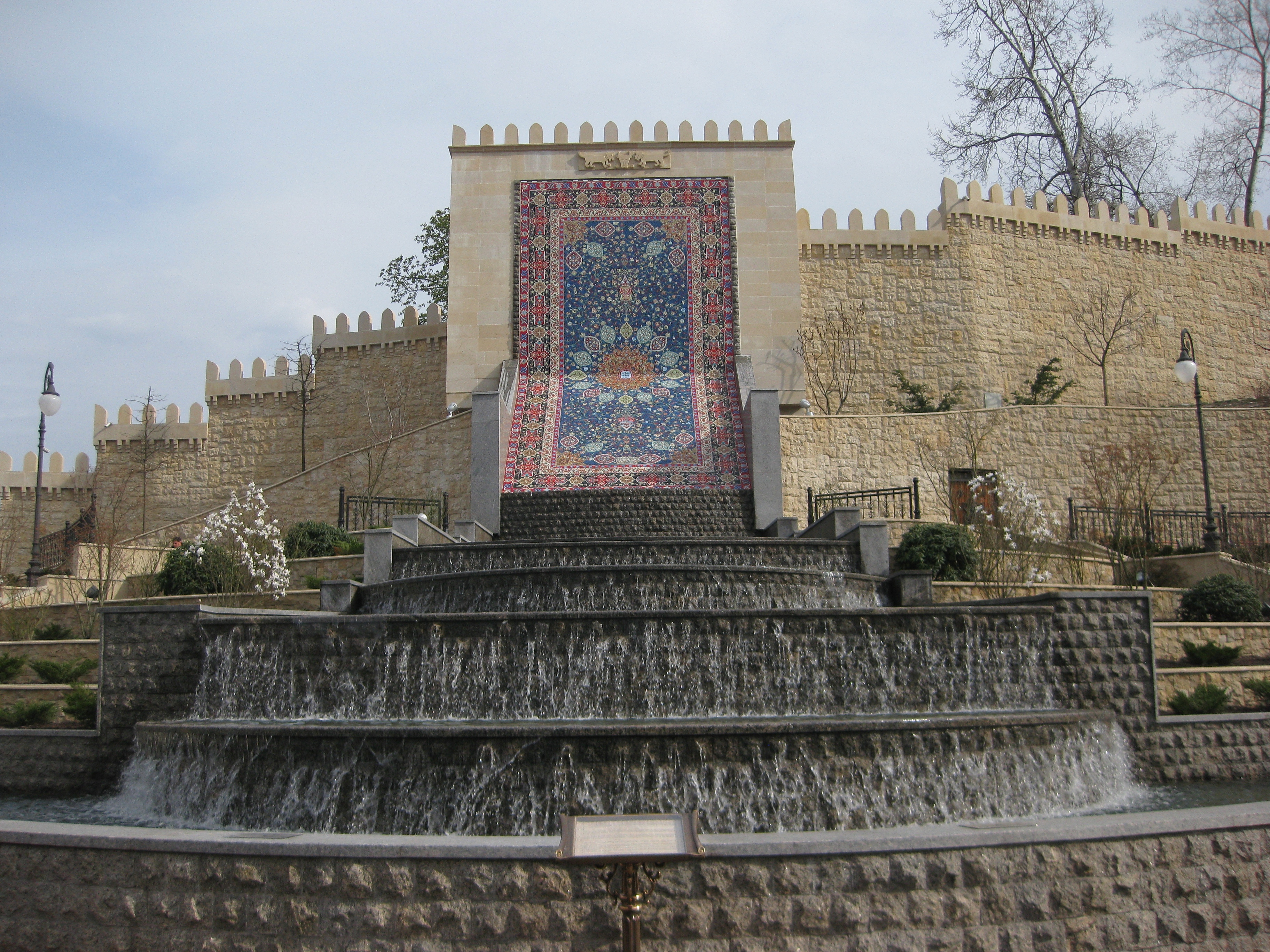
Парк имени Гейдара Алиева в Киеве. Мозаичная копия ковра «Шейх Сафи» (в натуральную величину — 5,34 м X 10,51 м).

### Ковёр «Шейх-Сефи»
Этот ковёр является одним из самых древних дошедших до нас известных тебризских ковров. В настоящее время он хранится в Музее Виктории и Альберта в Лондоне. Ковёр был соткан по заказу шаха Тахмасиба для ардебильской мечети Максудом Кашани в ковроткацких мастерских Тебриза в 946 г. хиджры (1539 г.), о чём говорит вытканная на нем надпись. Ковер обладает незаурядными по тому времени размерами (5,34 м X 10,51 м) и отличается замечательно цельной композицией узора и богатством цветового решения. Он обрамлён шестнадцатью красными, жёлтыми и зелёными орнаментальными картушами. На центральном поле ковра по синему фону выткан тончайший растительный орнамент, состоящий из цветов, листьев и переплетающихся стеблей. В центре — крупный звездообразный с лучами медальон золотистого тона. По продольной оси ковра изображены два больших светильника, как бы подвешенных к медальону. Углы центрального поля срезаны четвертями медальонов. Ковер обрамляет богатый разделенный на несколько орнаментальных полос бордюр. Некоторые мотивы узора ковра «Шейx-Сефи» повторены в орнаменте майолик ардебильской мечети. О том, что ковёр был предназначен для мечети, свидетельствуют изображения подвешенных на цепочках светильников, которыми выделена композиционная ось ковра. В небольшом медальоне — «кетебэ», в верхней части ковра начертаны стихи Хафиза, а также имя мастера и дата изготовления.

## «Херизские ковры»
К «херизскам коврам» относятся ковры, вытканные в городе Хериз (Гериз), населенном преимущественно азербайджанцами и расположенным в 100 километрах северо-восточнее Тебриза, в иранской провинции Восточный Азербайджан. Первое упоминание Хериза в качестве одного из центров ковроткачества соотносится к XII веку и приходится на эпоху правления тюркской династии Ильдегизидов. На протяжении долгого времени вплоть до XİX века «херизские ковры» не выделялись из общей классификации тебризских ковров. Однако главная отличительная черта большинства этих ковров — 16 конечная звезда, характерная для тебризских ковров — выделяет «херизские ковры» из большого разнообразия ковров, сотканных в Азербайджане. Так Ричард Райт, выделяет целую группу тебризских ковров хранящихся в Музее Виктории и Альберта в Лондоне, как сотканные в Херизе в период с середины XVI века по сегодняшний день. «Херисские ковры» упоминаются в Энциклопедии Британника:
Херизские ковры (англ. Heriz carpet) — ковры ручной работы, сотканные в группе деревень около города Хериз, лежащим к востоку от Тебриза на северо-западе Ирана. Херисские ковры комнатных размеров привлекательны и нашли спрос на рынках Европы и Соединенных Штатов. Они очевидно ответвление тебризских ковров, являясь деревенским вариантом городского стиля. Гладкие кривые и плавные линии сложного медальона тебризского ковра переведены на твердые, геометрические углы и сломанные контуры. Повторение орнаментов, зубчатая граница виноградной лозы и розетки характерны для «херизских ковров». Различные вариации херизских ковров были проданы на Западе под определенными деревенскими названиями, такими как Сераби, у которых более легкая, довольно яркая цветовая гамма; Гореван, в более темных цветах; Бахшаиш и Мехраб. Ковры Хериза сотканы симметрично на хлопковой основе. Под влиянием Тебризской школы ковроделия в Херизе иногда экспериментировали с производством шелковых ковриков более грубой орнаментики и смелой цветовой гаммы. Упоминание херизских ковров относится к середине XIX века, когда они очевидно вытеснили простоватое производство для местного использования.
Технические характеристики: плетение тщательно проработано и сверхтонкое, основание старых ковров шерстяное, в современных коврах преобладает хлопок и шелк, узел симметричный, челнок двойной нитью на основе техники лулбаф, борты округленные, как правило имеют большой или средний формат, часто квадратной формы.
Цветовая гамма: в современных херисских коврах используется качественная шерсть, но в окраске применяют искусственные красители, что связано со скоростью производства и снижением себестоимости. Изумительно красный цвет с оттенком ржавчины на старых коврах заменяется ярко-красным цветом. В отличие от других школ отличаются широкой хроматической гаммой, основанной на тонко градуированных оттенках фона, куда входят красно-бурые, синие, темно-лазаревые и розовые цвета. Для ковров, сотканных в пригороде Бахшейш, характерно использование бледных окрасок и бежевого фона, а также сильная цвето-декоративная стилизация узоров.

## Экспозиция тебризских ковров
Огромное количество тебризских ковров различного периода производства представлено в мировых музейных коллекциях. В частном собрании в Будапеште хранился фрагмент уникального тебризского ковра. В крупном по размеру центральном медальоне выткана придворная сцена, на которой изображена группа людей, расположившихся вокруг садового павильона. За ними видны ветви деревьев с сидящими на них птицами. Фигурки людей по трактовке близки миниатюрам Султана Мухаммеда 1530—1540 годов, что позволяет отнести ковёр к первой половине XVI века и предположить, что рисунок для него создал если не сам Султан Мухаммед, то кто-либо из его художественной мастерской. Медальон будапештского имеет синий фон; Остальное поле ковра по контрасту с ним сделано светлым и заполнено изображением ветвистых деревьев, птиц, ланей, тигра, напавшего на быка, и др.
В Музее Виктории и Альберта в Лондоне выставлены ковры «Шейх-Сефи» и «Лечектурундж». В Музее декоративного искусства в Париже хранится тебризский ковёр, композиция которого представлена богатейшим ландшафтом со стройными кипарисами, весенними цветущими деревьями и снующими между ними зверями и птицами. Красочная гамма ковра построена на сочетании тёплых охристых, красных и коричневых тонов. По мотивам узора, в котором отсутствуют фигурки охотников, этот ковёр относится к группе «звериных».

Виды тебризской школы ковра
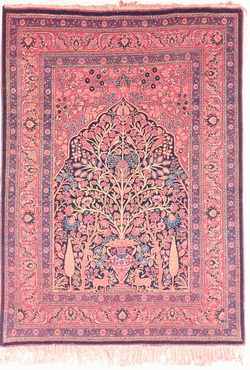
Ковёр «Агаджлы». Тебризская школа. Конец XIX века.
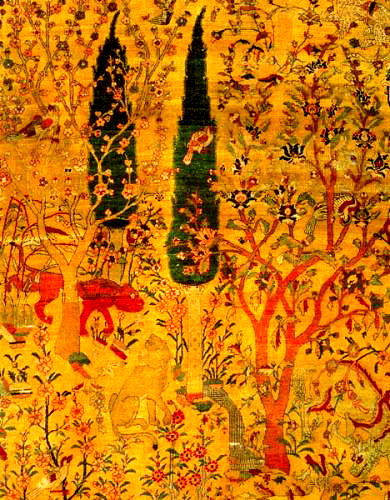
Фрагмент тебризского ковра в Музее декоративного искусства в Париже
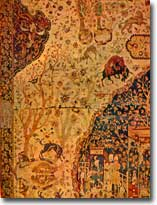
Фрагмент тебризского ковра из частного собрания в Будапеште.
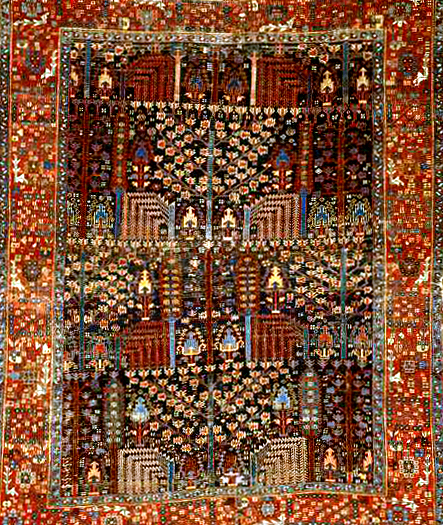
«Карадагский ковер». Начало XIX века. Аукцион Риппон Босвелл.

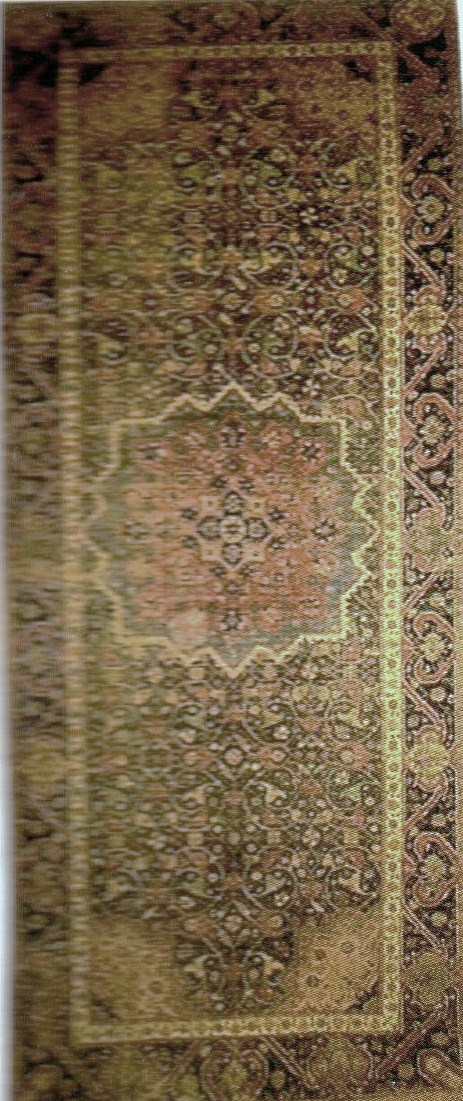
«Медальонный» ковер. Хериз, XVI век. Частная коллекция, Лиссабон.
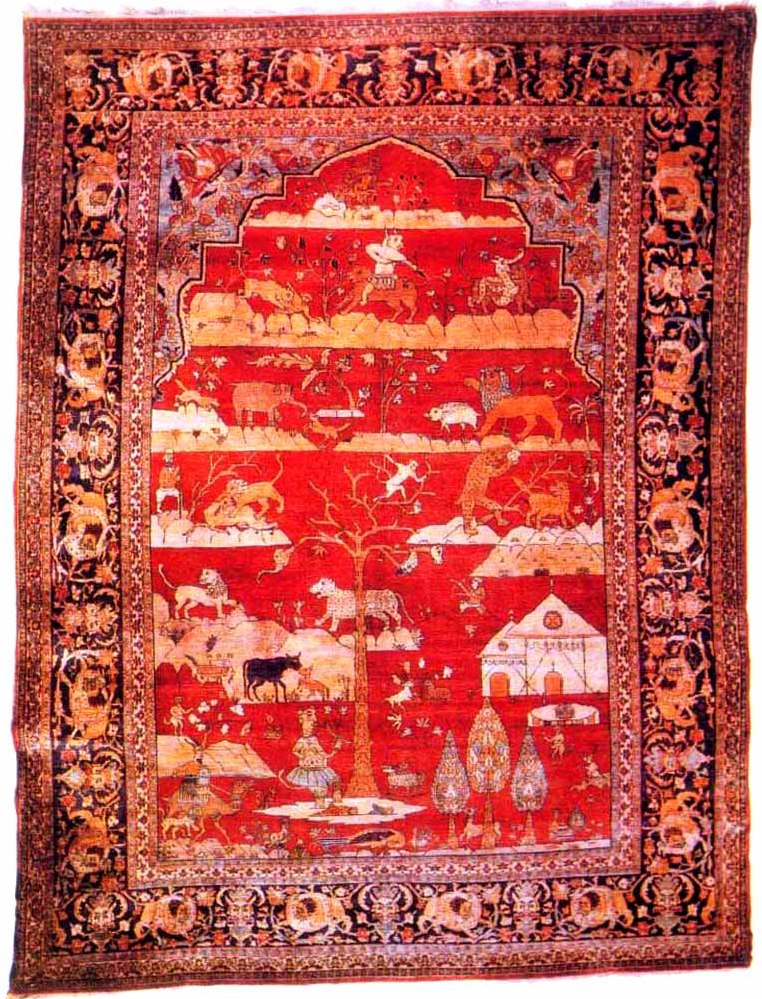
Ковер «Ваг-ваг». Хериз, XVI век. Частная коллекция, США.
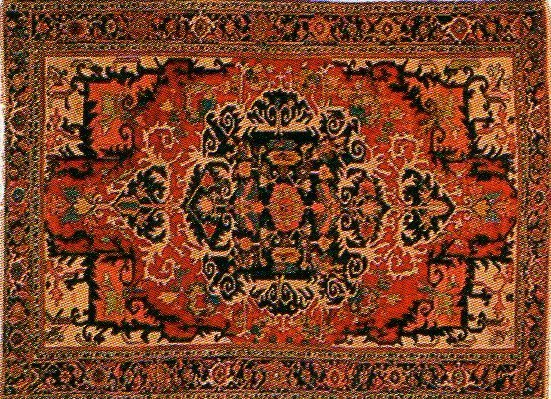
«Херисский» ковёр. Конец XIX века. Аукцион Сотби.
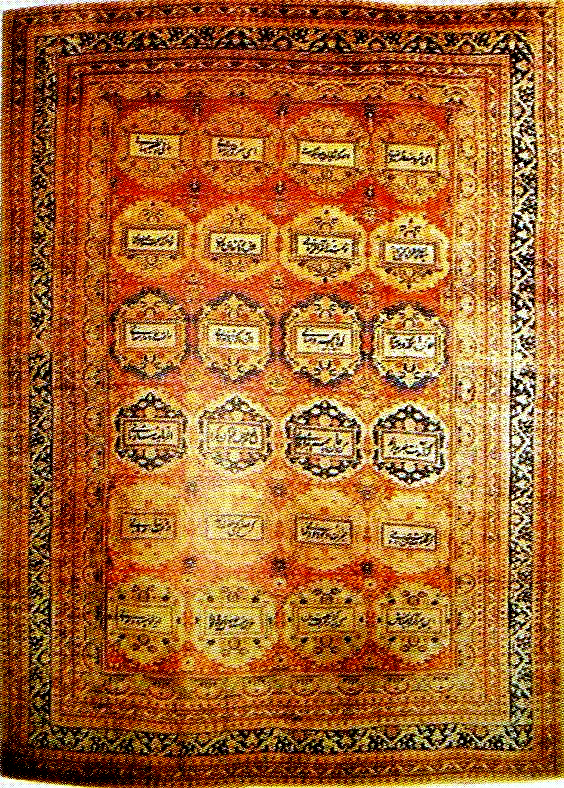
Ковер с картушью. Хериз, конец XIX века. Музей ковра, Тегеран.

Богатая коллекция ковров Тебризской школы имеется в Музее азербайджанского ковра и народного прикладного искусства имени Лятифа Керимова в Баку. Среди них можно отметить такие ковры, как «Бахшайыш», «Гараджа», «Герис», «Мирь», «Тебриз», «Агаджлы», «Сераби», «Шахаббасы», «Зили» и пр. А фрагмент тебризского ковра «Овчулуг» XVII века является самым старинным предметом коврового искусства в музее.

Ковры Тебризской школы в Музее азербайджанского ковра и народного прикладного искусства имени Лятифа Керимова в Баку
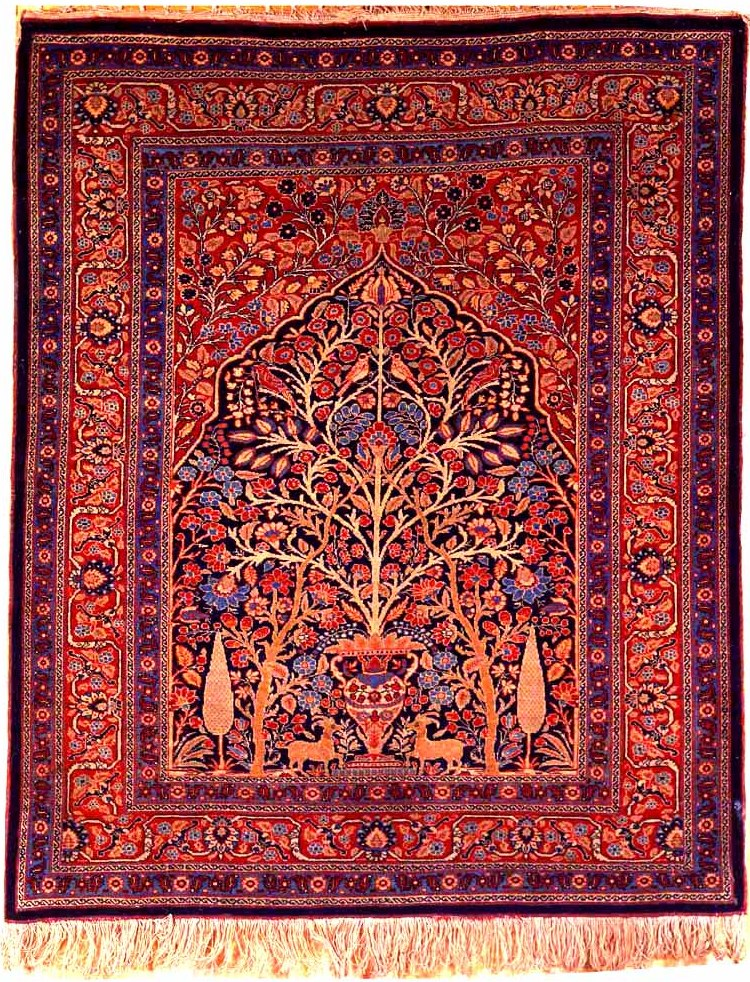
Ковёр «Агаджлы». XIX век
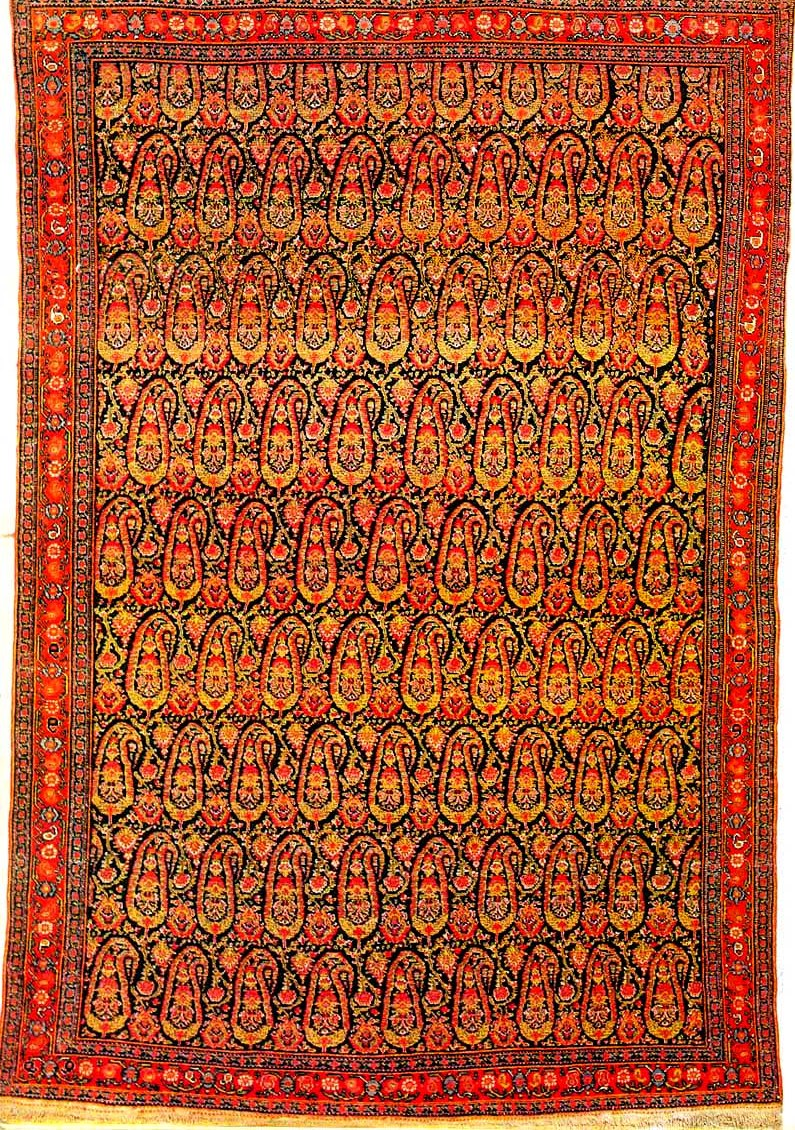
Ковёр «Сераби». XVIII век
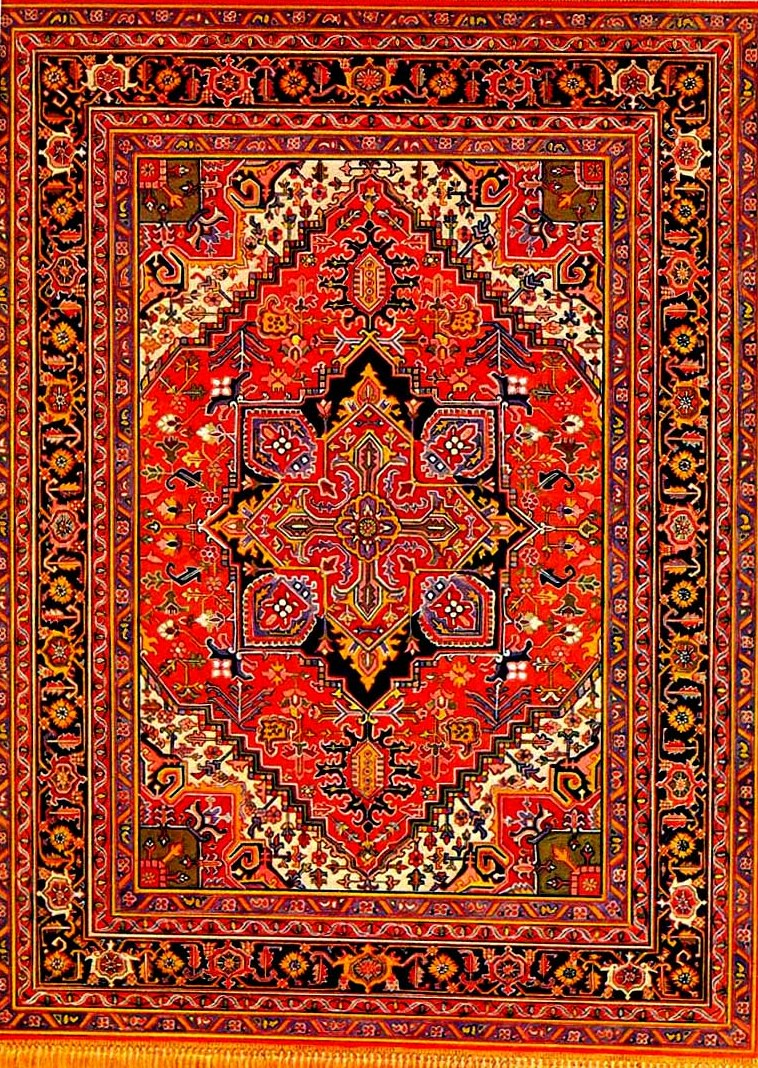
Ковёр «Герис». XVIII век
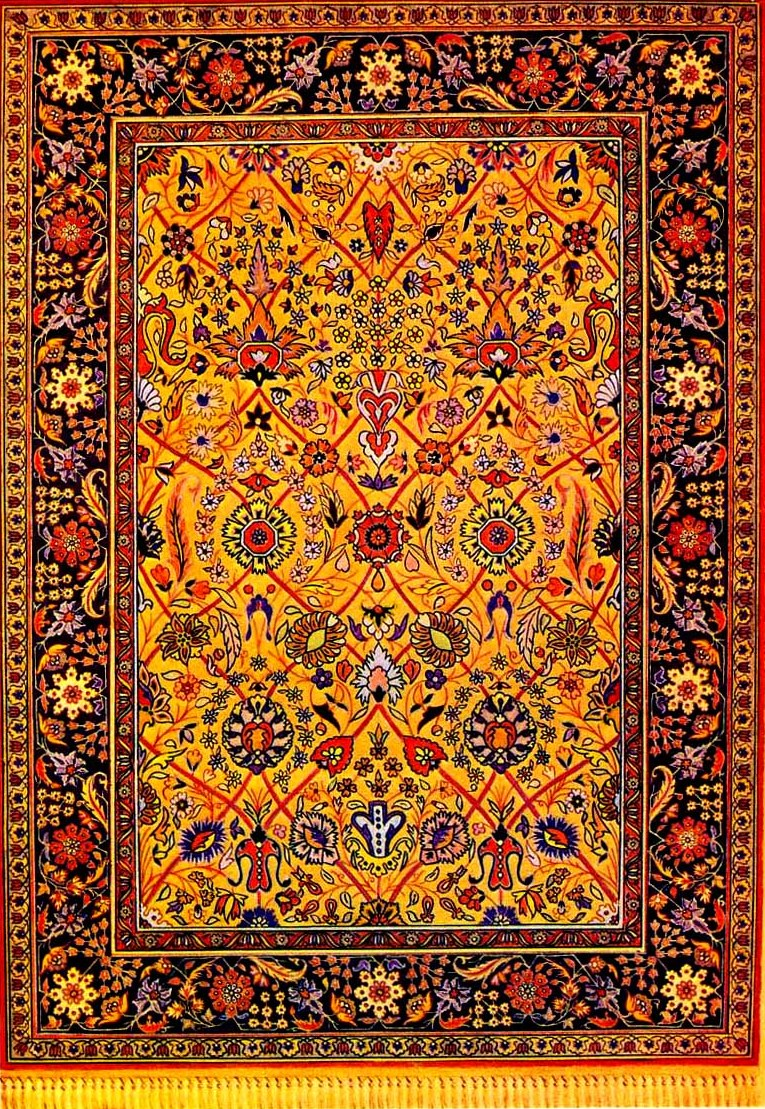
Ковёр «Шахаббасы». XVIII век
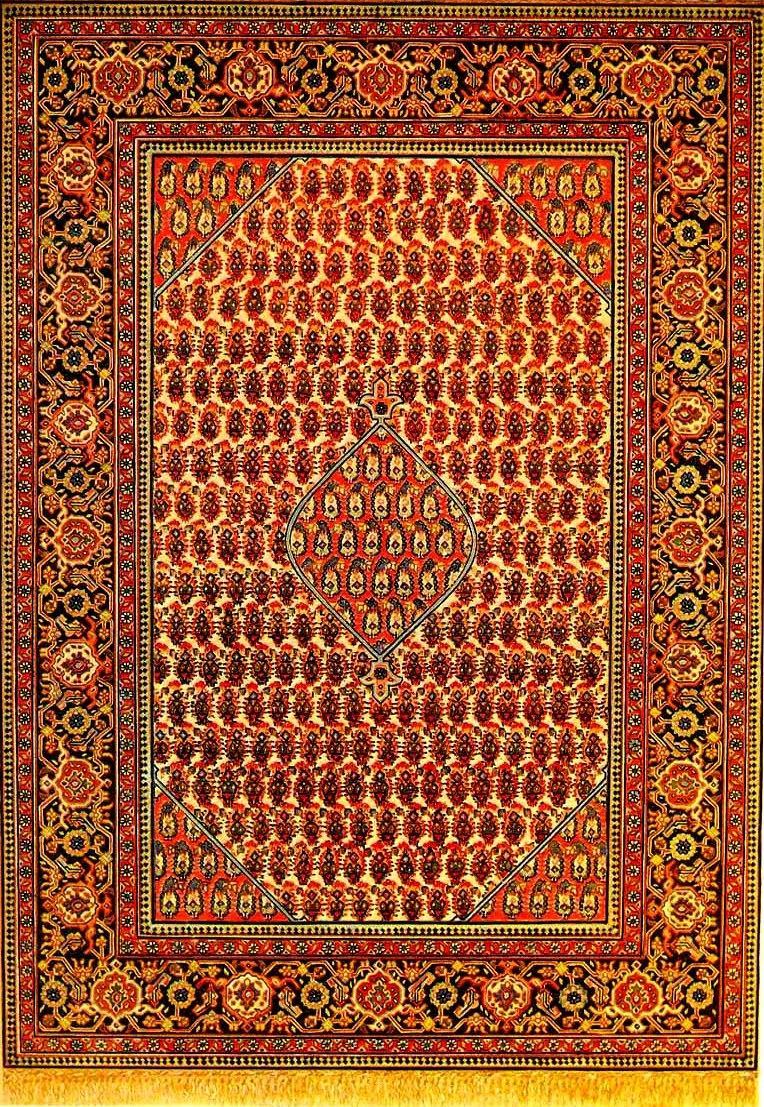
Ковёр «Мирь». XVII век
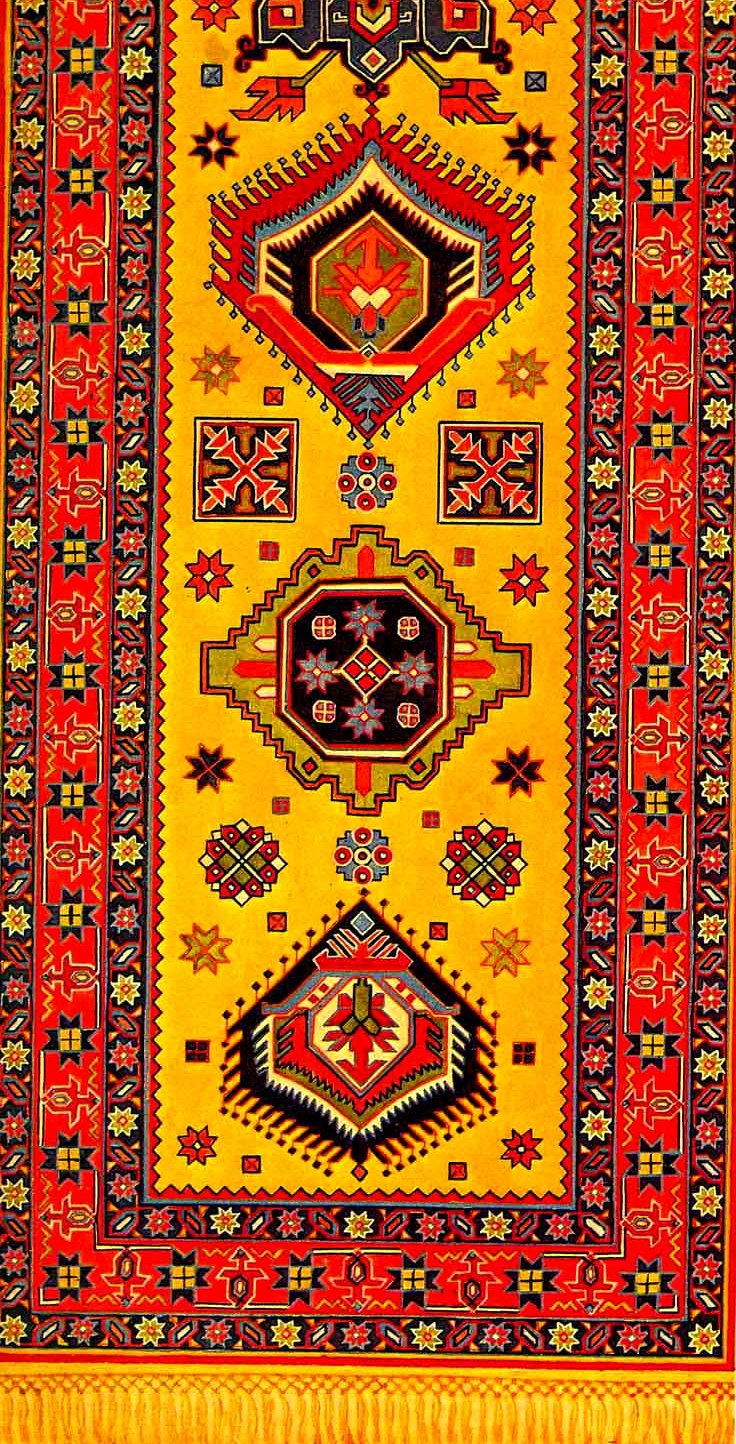
Ковёр «Гараджа». XIX век
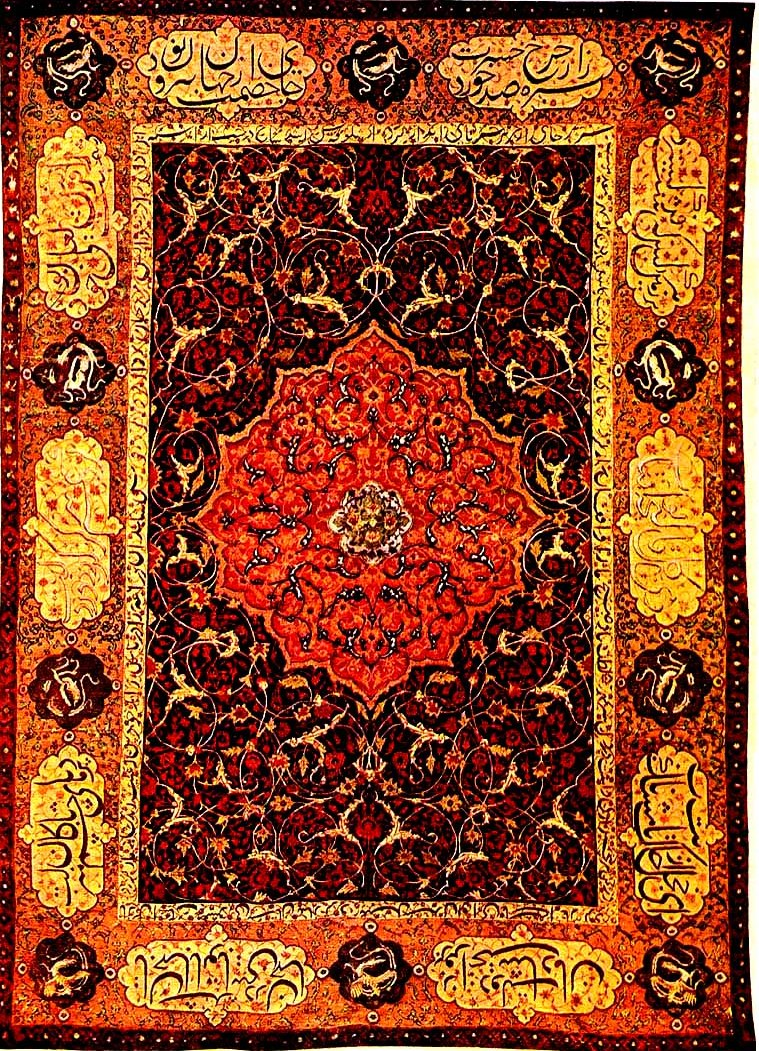
Ковёр «Тебриз». XVIII век
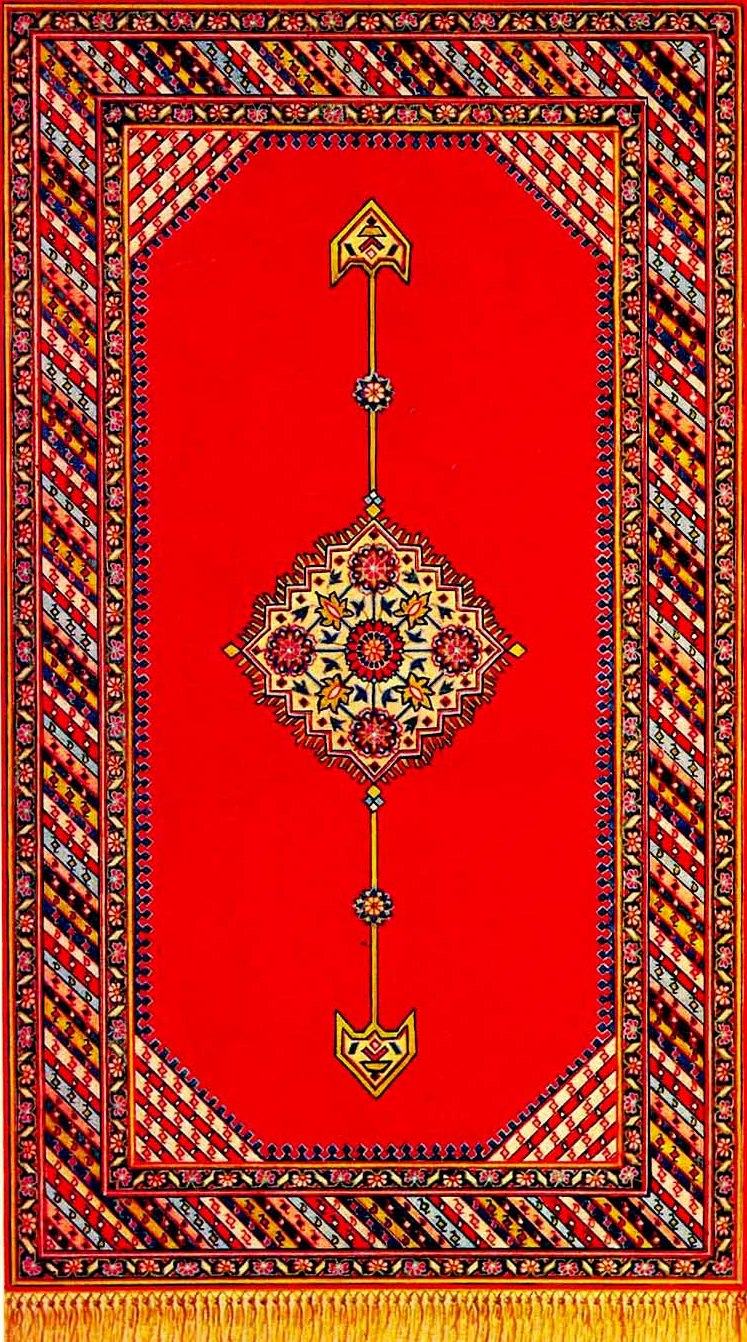
Ковёр «Бахшайыш».  XIX век